# Dorn (Familienname)
Dorn ist ein mittelhochdeutscher Wohnortname, der ursprünglich der am Dornbusch Wohnende bedeutete. Eine Variante davon ist Dorner (um 1407).

## Namensträger

### A
- Alexander Dorn (Musiker) (1833–1901), deutscher Komponist
- Alexander von Dorn (1838–1919), österreichischer Publizist und Volkswirt
- Alois Dorn (1908–1985), österreichischer bildender Künstler
- Angela Dorn (* 1982), deutsche Politikerin (Bündnis 90/Die Grünen), MdL
- Anja Dorn (* 1971), deutsche Künstlerin, Kuratorin und Museumsdirektorin
- Anna Dorn (* im 18. Jhd. † vor 1868), österreichische Köchin und Kochbuchautorin
- Anne Dorn (Pseudonym für Anna Christa Schlegel; 1925–2017), deutsche Schriftstellerin
- Annette Dorn (1942–2011), deutsche Filmeditorin
- Anton Magnus Dorn (* 1940), deutscher Journalist und Journalismuslehrer
- Antonio Dorn (* 2003), deutscher Basketballspieler
- Attila Dorn (* 1970), deutscher Sänger

### B
- Bartholomäus Dorn (1875–1949), deutscher Politiker (CSU)
- Benedikt Dorn (Sänger) (* um 1988), deutscher Sänger
- Benedikt Dorn (Fußballspieler) (* 1989/1990), deutscher Fußballspieler
- Bernhard Dorn (1805–1881), deutsch-russischer Orientalist
- Bernhard Dorn (Manager) (1941–2008), deutscher Industriemanager

### C
- Camilla Zach-Dorn (1859–um 1940), deutsche Malerin
- Christian Dorn (* 1928), österreichischer Schauspieler und Hörspielsprecher
- Conrad Dorn (1915–1987), österreichischer Bildhauer, Restaurator und Autor

### D
- David Dorn (* 1979), Schweizer Ökonom und Hochschullehrer
- Dieter Dorn (* 1935), deutscher Theaterregisseur
- Dieter Dorn (Landwirt) (1938–2011), deutscher Landwirt und Sägewerksunternehmer
- Dody Dorn (* 1955), US-amerikanische Filmeditorin
- Dolores Dorn (1934–2019), US-amerikanische Schauspielerin

### E
- Earl Van Dorn (1820–1863), US-amerikanischer Generalmajor
- Ellen Dorn (* 1963), deutsche Schauspielerin
- Emil Maier-Dorn (1908–1986), deutscher Schriftsteller und Kulturpolitiker
- Erich Dorn (1907–1987), deutscher Radsportler
- Erna Dorn (geb. Erna Kaminsky; 1911–1953), deutsche zum Tode verurteilte DDR-Bürgerin
- Ernst Dorn, Pseudonym von Emmy du Féaux (1837–nach 1908), deutsch-baltische Schriftstellerin und Journalistin
- Ernst Dorn (Maler) (1889–1927), deutscher Maler
- Ernst Dorn (Heimatforscher) (1924–2012), deutscher Heimatforscher

### F
- Fiona Dorn, US-amerikanisch-deutsche Schauspielerin und Synchronsprecherin
- Florian Dorn (* 1986), deutscher Politiker (CSU) und Volkswirt
- Francis E. Dorn (1911–1987), US-amerikanischer Jurist und Politiker
- Frank Dorn (1901–1981), US-amerikanischer Brigadegeneral
- Franz Dorn (* 1954), deutscher Jurist, Rechtshistoriker und Hochschullehrer
- Friedrich Dorn (Maler) (1861–1901), deutscher Maler
- Friedrich Dorn (Manager) (1906–1970), deutscher Industriemanager
- Friedrich Dorn (Physiker), deutscher Physikdidaktiker
- Friedrich Ernst Dorn (1848–1916), deutscher Physiker
- Friedrich Karl Dorn, deutscher Tierarzt

### G
- Georg Dorn, Pseudonym von Geo Hering (1903–1970), deutscher Journalist und Schriftsteller
- Georg Dorn (* 1948), deutscher Philosoph, Wissenschaftstheoretiker und Hochschullehrer
- Gerhard Dorn (um 1530–nach 1584), deutscher Mediziner, Alchemist, Übersetzer und Herausgeber

### H
- Hanns Dorn (1878–1934), deutscher Ökonom, Sozialwissenschaftler und Publizist
- Hans Dorn (Mechaniker) (1430/1440–1509), österreichischer Schöpfer von Sonnenuhren und astronomischen Instrumenten
- Hans Dorn (Buchdrucker) (nachweisbar 1493–1525), deutscher Buchdrucker, Buchhändler und Holzschneider
- Hans Dorn (Maler) (kurz nach 1550–1594), württembergischer Maler
- Hans Dorn (Bildhauer) (1889–1971), deutscher Bildhauer und Medailleur
- Hans Dorn (Landschaftsarchitekt) (1928–2018), deutscher Landschaftsarchitekt
- Heinrich Dorn (Komponist) (1804–1892), deutscher Komponist
- Heinrich Dorn (Politiker) († nach 1879), deutscher Politiker (Vereinigte Liberale)
- Herbert Dorn (Jurist) (1887–1957), deutsch-amerikanischer Jurist und Wirtschaftswissenschaftler
- Herbert Dorn (Fußballspieler) (* 1920), deutscher Fußballspieler
- Hermann Dorn (Journalist) (* 1952), deutscher Journalist
- Hermann Dorn (Architekt) (* 1969/1970), österreichischer Architekt und Unternehmensgründer
- Hubert Dorn (* 1956), deutscher Parteifunktionär (BP)

### J
- Jerry ver Dorn (1949–2022), US-amerikanischer Schauspieler
- Joel Dorn (1942–2007), US-amerikanischer Musikproduzent
- Johann Dorn (Historiker) (1889–1972), deutscher Pfarrer und Historiker
- Johann Friedrich Dorn (1777–1845), deutscher Komponist, Kantor und Musikpädagoge
- Johanna Dorn-Fladerer (1913–1988), österreichische Malerin
- Johannes Dorn (1853–1925), deutscher Landwirt und Altertumsforscher
- Jonathan Dorn (* um 1945), US-amerikanischer Musiker
- Joseph Dorn (1759–1841), deutscher Maler, Restaurator und Galerieinspektor
- Julia Dorn (* 1969), deutsche Juristin
- Julie Dorn-Jensen (* 1977), dänische Squashspielerin

### K
- Käthe Dorn (* 1866), deutsche Autorin
- Karl Dorn († 1537), deutscher Benediktiner, Abt von Metten
- Karl Dorn (Hüttendirektor) (1815–1891), deutscher Hüttendirektor
- Karl Dorn (Entomologe) (1884–1973), deutscher Insektenkundler
- Katharina Otto-Dorn (1908–1999), deutsche Kunsthistorikerin
- Katrin Dorn (* 1963), deutsche Schriftstellerin, siehe Katrin McClean

### L
- Leo Dorn (1836–1915), deutscher Alpinist und Jäger
- Ludwig Dorn (1900–1986), deutscher römisch-katholischer Pfarrer und Historiker
- Ludwig Dorn (Ingenieur) (* zwischen 1955/1960), deutscher Ingenieur und Museumskurator
- Ludwik Dorn (1954–2022), polnischer Politiker, Soziologe und Publizist
- Luitpold Dorn (1935–2007), deutscher Journalist und Autor

### M
- Mark Dorn, Pseudonym von Margareta Diersch (1889–1921), deutsche Schriftstellerin
- Margret Dorn-Malin (1895–1953), deutsche Bildhauerin
- Martin Dorn (1935–2013), deutscher Volkswirt und Politiker (CDU)
- Martin Eberhard Dorn (1710–1752), deutscher Buchdrucker
- Max Dorn (1887–1974), deutscher Drucker und Unternehmensgründer
- Max Levy-Dorn (1863–1929), deutscher Radiologe
- Michael Dorn (Schauspieler, 1952) (* 1952), US-amerikanischer Schauspieler
- Michael Dorn (Schauspieler, 1968) (1968–2012), deutscher Schauspieler

### N
- Niklas Dorn (* 1995), deutscher Freistilringer

### O
- Otto Dorn (1848–1931), deutscher Musikkritiker und Komponist

### P
- Paul Dorn (Geologe) (1901–1959), deutscher Geologe
- Paul Dorn (Sänger) (1905–vermutl. 1945), deutscher Sänger
- Peter Dorn (Komponist) (* 1931), deutscher Komponist und Pianist
- Peter Dorn (Künstler) (1938–2024), deutscher Maler, Grafiker und Installationskünstler
- Petrus Dorn (um 1616–1699), deutscher Geistlicher
- Pius Dorn (* 1996), deutscher Fußballspieler

### R
- Rafael Dorn (* 1985), österreichischer Fußballspieler
- Régis Dorn (* 1979), französischer Fußballspieler
- Reinhard Dorn (Architekt) (1934–1982), deutscher Architekt und Hochschullehrer
- Reinhard Dorn (Sänger) (* 1957), deutscher Opernsänger (Bass)
- Richard W. Dorn (1906–1992), deutscher Verleger
- Rüdiger Dorn (* 1969), deutscher Spieleautor

### S
- Sabine Dorn (* 1964), deutsche Politikerin (CDU, FDP), MdBB
- Sebastian Dorn (1705–1778), deutscher Kupferstecher
- Silvia Dorn (* 1947), Schweizer Professorin für angewandte Entomologie, ETH (emeritiert)

### T
- Thea Dorn (* 1970), deutsche Autorin und Moderatorin

### W
- Walter Dorn (1891–1957), deutscher Verleger
- Walter L. Dorn (1894–1961), US-amerikanischer Historiker
- Wilhelm Dorn (1893–1974), deutscher Schriftsteller
- Wilhelm Dorn (Kunsthistoriker) († um 1955), deutscher Jurist und Kunsthistoriker
- Wilhelm Dorn (Fotograf) (1894–1969), deutscher Fotograf
- William Jennings Bryan Dorn (1916–2005), US-amerikanischer Politiker
- Willy Dorn (* 1954), deutscher Maler und Zeichner
- Wolfram Dorn (Politiker) (1924–2014), deutscher Politiker (FDP)
- Wolfram Dorn (Tiermediziner) (* 1946), deutscher Veterinär
- Wulf Dorn (* 1969), deutscher Schriftsteller und Thriller-Autor